# Escopete
Escopete – gmina w Hiszpanii, w prowincji Guadalajara, w Kastylii-La Mancha, o powierzchni 19,01 km². W 2011 roku gmina liczyła 75 mieszkańców.